# 熊取交流センター煉瓦館
熊取交流センター煉瓦館（くまとりこうりゅうセンターれんがかん）は、大阪府泉南郡熊取町に所在する公民館 (交流施設)。大阪都市景観建築賞を受賞。

## 概要
1928年（昭和3年）に建設された綿布工場を保存再生したもので、レンガ壁は建設当時のものをそのまま活かし、鋸屋根を再現するなど往時の工場の雰囲気を残している。生涯学習、芸術文化活動や歴史体験学習、軽スポーツなど一般利用可能。設計は東畑建築事務所 。どこからでもレンガ工場の質感が感じ取れるよう、約30メートルのギャラリーロードや回遊動線を構成している。施工は奥村組。2004年 (平成16年) 12月竣工。2006年、大阪都市景観建築賞大阪府知事賞を受賞。2007年（平成19年）、経済産業省の近代化産業遺産に認定。

## 施設案内
- コットンホール　－　講義形式で最大120人、イス席のみで180人収容可能な多目的ホール
- 体験ホール　－　熊取の歴史や文化を体験し、学ぶことができる展示室
- 交流ホール　－　行政情報の発信・地場産品のＰＲ、絵画などの作品展示、元小垣内区のだんじり常設展示
- ギャラリーロード　－　レンガ壁を活用した、壁面ギャラリー
- 講義室
- コミュニティ支援室　－　会議や打ち合わせなどに利用可能
- 染め工房　－　藍染や草木染などの制作の場
- レストラン

## 文化財
2003年3月3日に町指定有形文化財指定
- 旧汽かん室　－　煉瓦造（オランダ積み）平屋建で、屋根は切妻造、桟瓦葺きとし、中央部分に煙出しと採光・換気を兼ねた切妻造の越屋根が付いている。
- 旧事務所棟　－　木造平屋建、寄棟造、桟瓦葺で、外壁は桧見板張りの大壁形式とし、上部両端を円形に繰った弧形アーチ上の窓が特徴的。小屋組は、寄棟造の洋小屋で、梁行には桁行一間ごとに真束小屋組を組み、妻側に陸梁、方杖、吊束を使ったもので、支援室２の方はこれらトラス構造が見えるように再現している。
- 旧受電室　－　住吉川の北側に独立して建つ。工場の受電室（電気室、変電室とも呼ばれる）であったもので、旧工場（紺屋工場）に併設されていた。煉瓦造（オランダ積み）平屋建で、屋根は切妻造、桟瓦葺の建物で、この煉瓦館で一番古い[6]。

## 施設情報
- 開館時間 – 午前9時から午後10時
- 休館日 - 毎月第4水曜日 (休日にあたるときは翌日）

## 交通アクセス
- 阪和線熊取駅よりバス「五門」下車徒歩1分

## 周辺施設
- 中家住宅
- 降井家書院